# Schipperstrui
Een schipperstrui is van oorsprong een wollen trui met een col waarin knopen zaten. Het model was smal (om het lichaam) maar wel lang. Dit om de trui comfortabel te kunnen dragen onder de jas (bonker) zonder dat de trui dubbel ging zitten. De kleur was meestal zwart of donkerblauw met een stuurrad of anker voorop. De Groninger Schipperstrui is gemaakt van zuiver scheerwol. Deze donkerblauwe trui is zeer dicht en robuust gebreid en heeft een verborgen ritssluiting. Tegenwoordig zijn schipperstruien er in andere kleuren en materialen zoals acryl. De trui wordt nog steeds zeer veel gedragen als werktrui, en niet alleen door schippers.

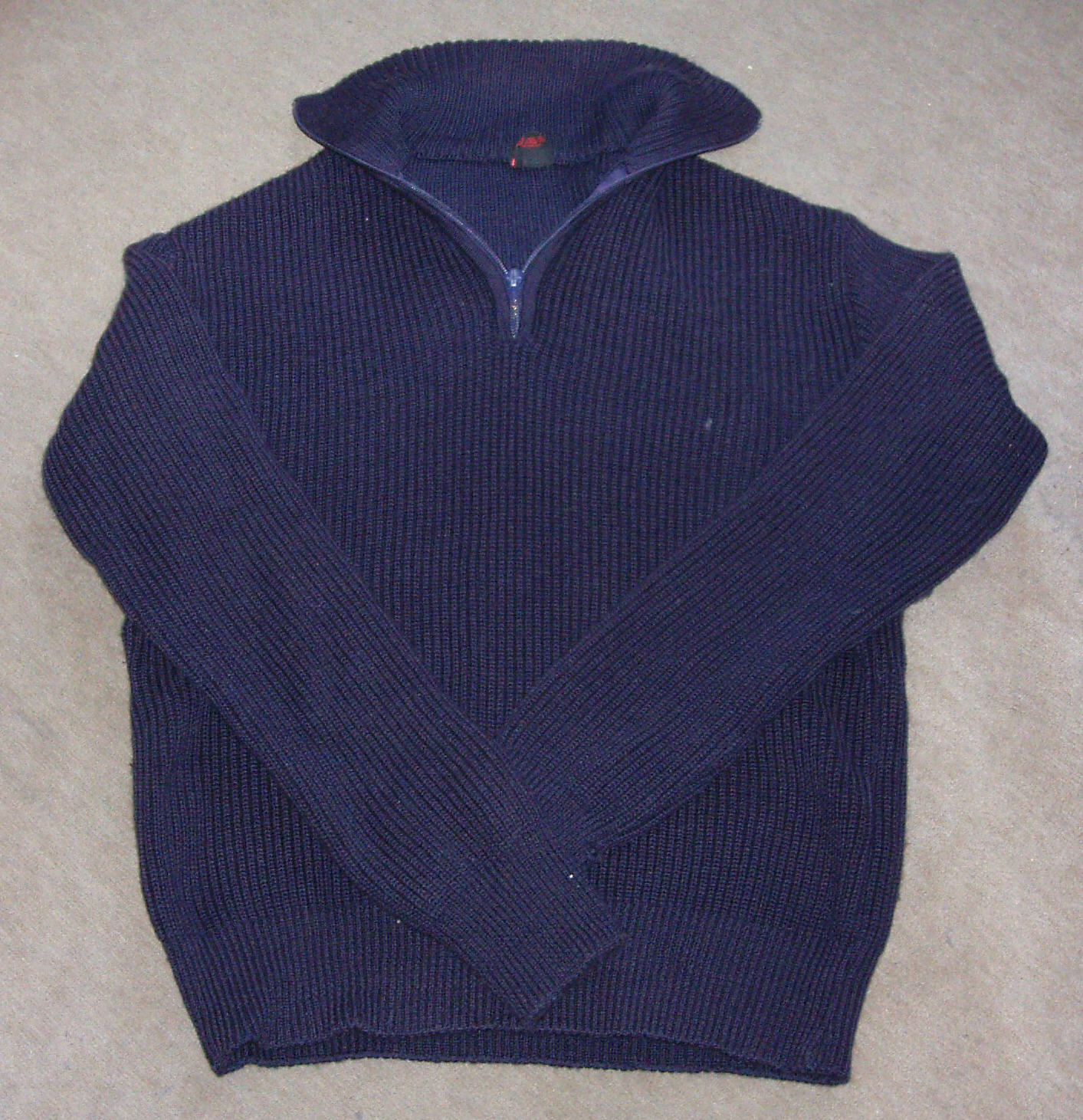
Een schipperstrui